# Вулиця Ієроніма Вєтора (Краків)
Вулиця Ієроніма Вєтора (пол. Ulica Hieronima Wietora)- вулиця в центрі Кракова, в Казімєжі, в адміністративній дільниці Старе місто, на повороті річки Вісла.
Вулиця повстала близько 1925 року як Skawińska Boczna, на місці, де раніше стояла Скавінська брама. У 1966 році вулицю перейменовано на вул. Малгожати Форнальської (польська комуністична діячка), а теперішню назву має з 1990 року. Вона вшановує пам'ять Ієроніма Вєтора, друкаря, який на початку XVI ст. заснував друкарню та папірню у вежі біля Скавінської брами.
На вулиці, під номером 7, знаходиться Спеціальний навчально-виховний центр № 4 у Кракові. Під номером 15 знаходиться Молодіжний Культурний Центр Staromiejskie — працює в будівлі колишнього Єврейського спортивного клубу, так званий Єврейський гімнастичний дім Маккабі.
Відразу за західним фасадом вулиці до кінця XVIII ст. існував костел св. Якуба Апостола.